# Vladimir Filippovič Tribuc
Vladimir Filippovič Tribuc (rusky Владимир Филиппович Трибуц; 28. července 1900 Petrohrad – 30. srpna 1977 Moskva) byl sovětský námořní velitel a admirál.

## Život
Do sovětského námořnictva vstoupil v roce 1918 a během občanské války bojoval na Volze a Kaspickém moři. Vystudoval Vojenské námořní učiliště M. V. Frunze v roce 1926 a námořní akademii v roce 1932. Mezi léty 1926 až 1929 a 1932 až 1936 sloužil u Baltského loďstva na lodích Parižskaja kommuna a Marat a nakonec se ujal velení na torpédoborci Jakov Sverdlov. Od února 1938 do dubna 1939 vykonával funkci náčelníka štábu Baltského loďstva a poté do roku 1947 této flotě velel.
Jakožto hlavní námořní velitel během obležení Leningradu vedl evakuaci Tallinnu, plánoval vojenské operace na obranu přístavů Kronštadt a Lomonosov a připravoval protiútoky námořního letectva Baltského loďstva vůči nepřátelským leteckým útokům na Leningrad. V únoru 1961 odešel do výslužby, a poté se věnoval psaní o vojenské historii, především o historii Baltského loďstva a jeho operací za druhé světové války.
Na jeho počest byl pojmenován torpédoborec Projektu 1155 Fregat Admiral Tribuc.

## Dílo
- Балтийцы наступают. Kaliningrad, 1968.
- Балтийцы вступают в бой. Kaliningrad, 1972.
- Балтийцы сражаются. Kaliningrad, 1975.